# Профспілки працівників залізничного транспорту в Україні
Профспілки працівників залізничного транспорту — профспілки, які захищають інтереси працівників залізничного транспорту
Станом на квітень 2009 в Україні діють три профспілки працівників залізничного транспорту
- Профспілка залізничників і транспортних будівельників України — голова Вадим Ткачов
- Вільна профспілка машиністів України — голова Семен Каріков,
- Вільна профспілка залізничників України — голова Володимир Козельський, Профспілки працівників залізничного транспорту єдині у стурбованості стосовно намагань Міністерства транспорту та зв'язку провести реформування залізничного транспорту, в основі якого на думку профспілок є зміна форми управління «Укрзалізницею».

Таке реформування призведе до втрати нею статусу єдиного господарюючого суб'єкта, єдиного господарського комплексу, не сприятиме покращенню економічного становища підприємств «Укрзалізниці», негативно вплине на безпеку руху.

## Джерело
- Голова Верховної Ради України Володимир Литвин і керівники профспілок працівників залізничного транспорту обговорили стан справ у галузі